# Jacinto Almadén
Jacinto Antolín Galego, chamado artisticamente Jacinto Almadén, também chamado El niño de Almadén, (n. Almadén, 1899 - Igualada, 1968) foi um cantor flamenco espanhol.

## Trajetória
Estreia em 1918 no Kursaal Magdalena de Madrid e instalou-se nessa cidade, onde atuava às noites em clubes e cafés. Sabe-se que compartilhou o palco na década de 1920 e 1930 com Antonio Chacón, Angelillo, Guerrita, Pepe Marchena, Consolo La Trianera ou Cigarrera. Em 1939 esteve num espetáculo com Juanito Valderrama no Teatro Pavón de Madrid e depois de vários anos cantando e de tours passa a integrar o balé de Pilar López, encabeçado por Manolo El Malagueño.
Entre 1948 e 1961 atuou com José Cepero, El Culata, Pepe de Badajoz, Vargas Araceli, Antonio Arenas, Soledad Miralles, Carmen Mora ou El Güito. Em 1962 realiza as suas primeiras gravações no estrangeiro, em Paris, e neses últimos ano da sua vida serão frequentes as viagens e as gravações na França. Também nesses anos começa a receber diversos homenagens, como o que se celebrou no sonado tablao madrileno Las Cuevas de Nemesio, em 1965 ou em La Unión em 1968. Ofereceu recitais no Teatro da Comédia de Madri, na Universidade de Sorbonne e no Theâtre des Nations, os dois em Paris, e faleceu precisamente quando regressava de Bordéus para Madrid, num acidente de viação em Igualada.

### Discografia
- Jacinto Almadén (1958), série de 5 EPs com Pepe Badajoz à guitarra.
- El Niño de Almadén (Le Chant du Monde, 1988)

#### Em antologias
- Los Ases del Flamenco vol. 2, (EMI, 1958), com Melchor de Marchena
- Antología del Cante Flamenco, obra clássica editada por Hispavox em 1954, com Pedro el del Lunar à guitarra.
- Riches heures du flamenco (Le Chant du Monde, 1969), com Pepe de la Matrona, Pedro Soler e La Joselito.

### Filmografia
- El escándalo (José Luis Sáenz de Heredia, 1943)
- El crimen de la calle de las bordadoras (Edgar Neville, 1946)
- El crímen de Pepe Conde (José López Rubio, 1946)
- Oro y marfil (Gonzalo Delgrás, 1947)

Uma serrana de Jacinto Almadén aparece na trilha sonora de Caravaggio, o filme dirigido por Derek Jarman em 1986.